# Inflation cosmique

Inflation cosmique (en beige), avant 10^{-32} seconde.

Pour les articles homonymes, voir Inflation (homonymie).
L'inflation cosmique est un modèle cosmologique s'insérant dans le paradigme du Big Bang lors duquel une région de l'Univers comprenant l'Univers observable a connu une phase d'expansion très rapide qui lui aurait permis de grossir d'un facteur considérable : au moins 1026 en un temps extrêmement bref, compris entre 10-36 et 10-33 secondes après le Big Bang. Ce modèle cosmologique offre une solution à la fois au problème de l'horizon et au problème de la platitude.
Cette phase d'expansion, nommée « inflation » en 1979 par son premier théoricien, le physicien américain Alan Guth, se serait produite très tôt dans l'histoire de l'Univers, à l'issue de l'ère de Planck ou peu après, de l'ordre de 10-35 seconde après le Big Bang.

## Contexte historique
Le concept d'inflation est apparu à la charnière des années 1970/1980. À cette époque, la cosmologie était une discipline encore peu étayée par des données nombreuses et fiables. Néanmoins, le fond diffus cosmologique avait été découvert depuis une quinzaine d'années, et l'expansion de l'Univers depuis plusieurs décennies. L'on savait donc que l'Univers observable était homogène et isotrope.
L'explication du fait que l'Univers pût être homogène et isotrope était par contre inconnue. En effet, l'étude de la théorie des perturbations cosmologiques, amorcée par Evgueni Lifchits à la fin des années 1940, montrait que l'expansion de l'Univers ne pouvait contribuer à rendre celui-ci homogène ou isotrope. Ainsi donc, si l'Univers n'avait pas été homogène et isotrope tôt dans son histoire, il devait nécessairement ne pas l'être non plus aujourd'hui. C'est le problème de l'horizon.
À ce premier problème se superposait le problème de la platitude. Si l'Univers est effectivement homogène, rien ne dit que sa géométrie à grande échelle correspond à la géométrie euclidienne qui nous est familière. En particulier, il se peut qu'au-delà d'une certaine échelle, le théorème de Pythagore ne soit plus vérifié, ou que la somme des angles d'un triangle ne soit plus égale à 180 degrés. L'échelle à partir de laquelle ces effets se font sentir s'appelle le rayon de courbure de l'espace. Observationnellement, les scientifiques savaient dès le courant des années 1970 que ce rayon de courbure était au moins de l'ordre de la taille de l'Univers observable. Se pose alors un problème troublant : si on remonte dans le temps, le rapport du rayon de courbure de l'espace à la taille de l'Univers observable, approximativement donné par ce que l'on appelle le rayon de Hubble, croît à mesure que l'on remonte dans le passé. Si l'on remonte jusqu'aux époques les plus anciennes auxquelles les lois connues de la physique continuent de s'appliquer, soit la fin de l'ère de Planck, alors ce rapport devient plus grand d'un facteur 1026 qu'il ne l'est actuellement. Autrement dit, le rayon de courbure de l'espace devait être au moins 1026 fois plus grand que le rayon de l'Univers observable au sortir de l'ère de Planck. Il se trouve que le rayon de l'Univers observable est également du même ordre que la distance maximale parcourue par un signal dans l'Univers. Le problème vient donc du fait que pour expliquer un fait observé aujourd'hui, on est amené à envisager que, par un processus mystérieux, l'Univers a su ajuster son rayon de courbure pour qu'il devienne au moins 1026 fois plus grand que toute distance parcourue par un signal à cette époque-là. Cette contradiction manifeste (aucune échelle de distance ne peut être plus grande que la plus grande distance parcourue par un signal) est connue sous le nom de problème de la platitude.
À ces deux problèmes de nature assez semblable, s'ajoutaient deux autres problèmes en apparence sans rapport : le problème des monopôles et le problème de la formation des structures. Le problème des monopôles est l'expression du fait que des considérations très générales de physique des particules laissent penser que la diversité des particules élémentaires observées aujourd'hui n'est qu'un ensemble de manifestations différentes de phénomènes qui deviennent semblables à plus haute température : la physique des particules suggère qu'à mesure que l'Univers se refroidit du fait de son expansion, il se produit un certain nombre de transitions de phase lors desquelles la nature des particules élémentaires qui existent à ce moment-là change. Ce phénomène donne cependant lieu à l'apparition d'un certain type d'objets, appelés défauts topologiques. Certains de ces objets peuvent être étendus, voire d'extension infinie. On les appelle murs de domaine ou cordes cosmiques, selon que leur structure s'apparente à une surface ou une ligne. Une autre catégorie d'objets est ce que l'on appelle les monopôles, dont la structure est essentiellement ponctuelle. Les calculs montrent que de tels objets ont toutes les chances de se former extrêmement tôt, dès la fin de l'ère de grande unification. Or si ce cas se produit, on peut montrer que la quasi-totalité de l'énergie de l'Univers actuel devrait se trouver sous la forme de ces monopôles. Observationnellement, il n'en est rien. Il existe certes des formes de matière mal connues dans l'Univers, notamment la matière noire, mais celle-ci est nettement moins abondante que ces monopôles ne devraient l'être. La non-observation de ces monopôles forme ce que l'on appelle le problème des monopôles.

## Principe général de l'inflation
Le problème de l'horizon et le problème de la platitude ont tous deux une origine commune : le fait que si l'on considère un Univers empli de matière, relativiste ou non relativiste, alors l'expansion de l'Univers est en décélération (voir Équations de Friedmann). Quand l'expansion de l'Univers décélère, on peut montrer que la distance entre deux objets distants (deux galaxies par exemple) croît moins vite qu'un signal lumineux. Ainsi, la lumière d'une galaxie, fût-elle très éloignée, finit toujours par nous atteindre, exactement comme si l'on imaginait un Univers statique, sans expansion. Autre façon de voir les choses, le nombre de galaxies visibles dans l'Univers observable croît au cours du temps. C'est précisément ce point qui est paradoxal : à mesure que le temps passe, l'on découvre l'Univers sur des régions de plus en plus vastes, qui sont toutes essentiellement identiques les unes aux autres, et qui pourtant n'ont pas eu le temps d'échanger d'information au moment où on les découvre semblables les unes aux autres.
L'inflation résout ce paradoxe en s'attaquant au phénomène à l'origine de ce paradoxe, à savoir le fait que la distance parcourue par la lumière au cours du temps croît plus vite que la distance entre deux objets. Inverser cette relation, ce qui signifie que le nombre des galaxies qui nous sont accessibles décroît au cours du temps, permet alors de résoudre les problèmes précédents. Pour cela, il faut non plus que l'expansion de l'Univers décélère au cours du temps, mais accélère. Schématiquement, c'est un peu comme si l'on agrandissait très rapidement une région de l'Univers, jusqu'à ce que celle-ci devienne aussi grosse que l'Univers observable, voire plus. Dans ce cas, si la région initiale est au départ homogène, alors on aura finalement une région homogène, mais qui désormais englobe l'Univers observable tout entier.

## Description
L'inflation cosmique aurait été déclenchée par la transition de phase qui a marqué la fin de l'ère de grande unification. Un des produits théoriques de cette transition est un champ scalaire appelé le domaine inflation. Alors que ce champ s'installe dans un état de plus basse énergie à travers l'Univers, il génère une force répulsive qui conduit à une expansion rapide de l'espace. Cette expansion explique les différentes propriétés actuelles de l'Univers qui seraient difficilement explicables autrement. L'expansion rapide de l'espace implique que les particules élémentaires subsistant après l'époque de grande unification, se retrouvent désormais réparties à travers l'Univers. Cependant, l'énorme énergie potentielle du champ de l'inflation qui a été libérée à la fin de l'époque inflationniste, peuple l'Univers d'un mélange chaud et dense de quarks, d'anti-quarks et de gluons tandis que l'Univers entre dans l'ère électrofaible.
À la fin de l'inflation — les chercheurs l'estiment entre 10−33 et 10−32 seconde après le Big Bang —[réf. souhaitée], l'Univers est encore extrêmement dense et chaud. Ils pensent que sa masse volumique devait être de l'ordre de 1086, voire 1094 kilogrammes par mètre cube, et sa température de 1026, voire 1028 kelvin[réf. nécessaire].

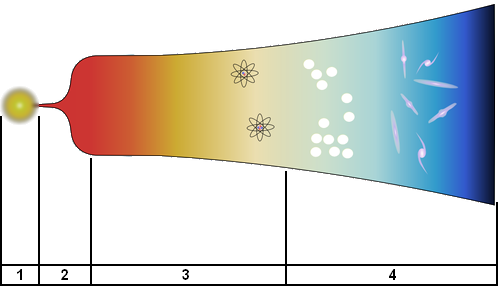
Schéma simplifié des principales étapes de la formation de l'Univers.
1. Big Bang
2. inflation cosmique
3. Découplage de l'interaction forte et faible et formation des particules.
4. Formation des étoiles et galaxies.

Le paradigme de l'inflation peut être testé grâce à de nombreuses observations astronomiques, notamment la mesure de l'anisotropie du fond diffus cosmologique, le catalogue de galaxies, et les effets de cisaillement gravitationnel. En 2006, l'inflation s'avère compatible avec l'ensemble des données observationnelles, notamment celles du satellite WMAP, et fait partie intégrante du modèle standard de la cosmologie. Néanmoins, selon la revue Sciences et Avenir, deux chercheurs de l'université du Mississippi — Lawrence Mead et Harry Ringermacher — envisagent la possibilité que l'inflation ne soit pas linéaire mais vibratoire. Ils suggèrent, en 2015, que l'expansion de « l'Univers a ralenti et accéléré, pas seulement une fois, mais 7 fois au cours des 13,8 milliards d'années, en émulant la matière noire dans le processus ».
Une subtile prévision des modèles inflationnistes est que les fluctuations du rayonnement de fond à grande échelle soient un peu plus intenses que celles à petite échelle. C'est ce que constatent en 2010 les mesures sur 7 ans de l'observatoire spatial WMAP, renforçant la validité de ces modèles. Il n'est cependant pas exclu que d'autres mécanismes produisant des effets semblables puissent exister, mais ceux-ci apparaissent aujourd'hui moins convaincants et moins réalistes. Des observations plus récentes, comme celles qui ont été réalisées par le télescope spatial Planck (2009-2013) ont permis de tester plus finement les modèles d'inflation.
Le 17 mars 2014, la collaboration BICEP2 annonce un peu trop rapidement avoir détecté de fortes déformations dans le signal du fond diffus cosmologique qui seraient caractéristiques de l'effet d'ondes gravitationnelles engendrées par l'inflation. Des doutes ont été émis plus tard par la communauté scientifique quant à la fiabilité de ces résultats, en considérant que la polarisation observée pouvait en fait être un artefact. Le satellite Planck a par la suite confirmé que les déformations observées par BICEP2 étaient dues à l'effet des poussières galactiques sur le fond diffus cosmologique,,,.

## Inflation éternelle

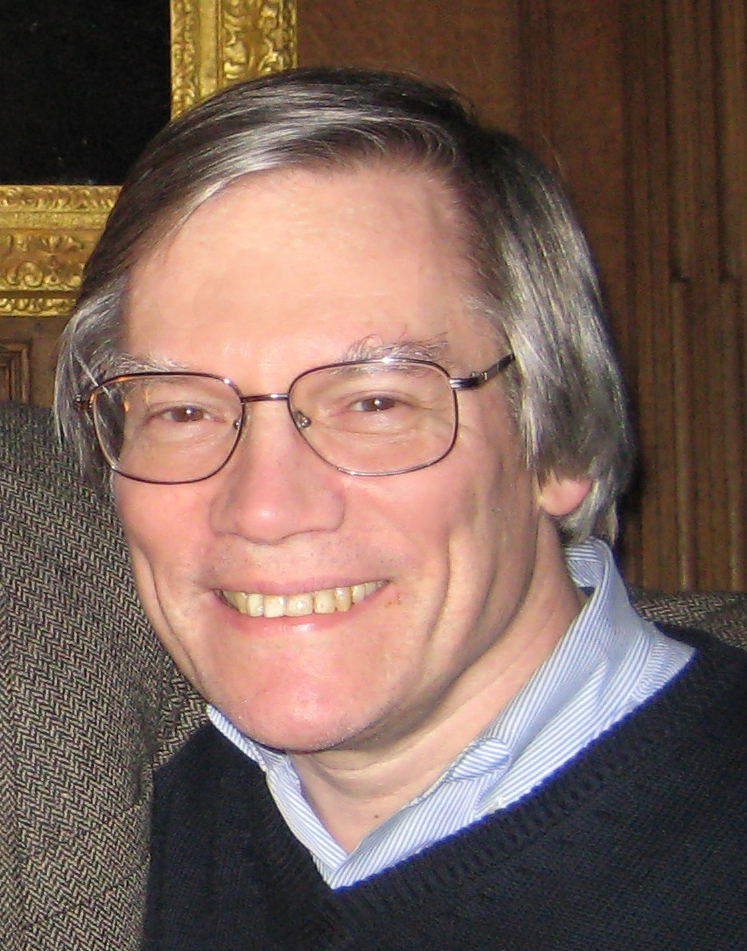
Photographie d'Alan Guth en 2007.

Dans de nombreux modèles d'inflation, la phase inflationniste initiale d'expansion de l'Univers dure éternellement dans certaines de ses régions. Cette inflation éternelle — conséquence du développement très rapide des régions en expansion et de leur capacité à engendrer de nouvelles zones d'inflation — est une évolution commune à différents modèles d'inflation cosmique, l'un des scénarios possibles pour le Big Bang. À moins que le taux de désintégration à la phase de non inflation soit suffisamment rapide, de nouvelles régions d’inflation sont produites plus rapidement que les régions stables. Dans de tels modèles, la majeure partie du volume de l'Univers est en inflation continuellement et à tout moment.
Tous les modèles d'inflation éternelle impliquent l'existence d'un multivers infini, typiquement un Univers fractal ou un multivers qui se reproduit de manière infinie. La théorie des multivers a créé une dissension importante au sein de la communauté scientifique qui s'est posée la question de la viabilité du modèle inflationniste.
Paul Steinhardt, l'un des architectes du modèle inflationniste, a évoqué pour la première fois l'inflation éternelle en 1983. Il a montré que l'inflation pourrait se produire éternellement en produisant des bulles d'espaces stables remplies de matière chaude et de rayonnement entourées d'espace vide qui continueraient à s'étendre, les bulles stables ne pouvant pas croître assez rapidement pour contrebalancer l'inflation. Plus tard, au cours de la même année, Alexander Vilenkin a proposé que l'inflation éternelle était un phénomène générique. Dans l'inflation éternelle, les régions en inflation ont un volume en croissance exponentielle, alors que le volume des régions stables ne se modifie pas. Cela suggère que le volume de la partie en inflation est toujours incommensurablement plus grand que celui de la partie stable.
Le théoricien le plus connu dans ce domaine est Alan Guth. Un autre chercheur, Andreï Linde, a proposé un modèle différent, l'« Univers chaotique »,.